# 伊利亞·阿斯美
伊利亞·阿斯美（Ilir Azemi，1992年2月21日—），科索沃職業足球員，司職前鋒，現效力德乙球會格雷特霍夫（外借到丙組荷爾斯泰因基爾）。

## 簡歷
阿斯美出生於南斯拉夫普里什蒂纳，即現時的科索沃，但他在三歲時便為避開該地區的內亂而移民德國。
之後他失去了父親，阿斯美便透過踢足球賺取收入養家，照顧其母親和三個妹妹。
2014年8月7日，他因車禍而嚴重受傷。2014年12月23日首度開腔交待近況，他對於自己仍然生存感到慶幸，並指自己正努力進行康復工作，每天踏單車及做負重運動五小時。

## 足球生涯

### 早年
阿斯美於孩童時期便在本地球會蓋斯柏汽車展開其足球生涯，直至2007年被格雷特霍夫發掘，並於同年夏天加入球隊的青訓系統。一年後，他加入球會的U17隊伍，上陣24場並攻入4球。其後他再獲提升至U19代表隊，上陣23場取得10個入球，這令他在2010/11球季季尾得到U23代表隊的青睞，並上陣兩場。2011/12球季效力U23隊（即格雷特霍夫的二隊），表現出色，在35場賽事中攻入15球，幫助這支於南部地區聯賽的球隊以第六名完成球季。

### 格雷特霍夫
其後2012/13球季格雷特霍夫升班德甲，阿斯美憑藉季前表現悅目，入球能力盡現，他獲得加入一隊的機會。在季前賽，他以16個入球成為眾德甲球員之冠，以五球多於次席的史特加前鋒伊比斯域。他在對業餘球會威丁根（TV Market Weiltingen）時怒轟六球，助球隊以14:0狂炒對手。其後，他選擇與球會續約至2015年，並且保留延長合約的權利。
2012年8月25日，他以後備身份首次亮相德甲，對戰拜仁慕尼黑。9月25日對杜塞爾多夫時首次踢足全場。但觀乎整個賽季，他的表現只能以平庸來形容，上陣21場僅取得1球，大部份以後備身份上陣。球隊整體表現未如理想，球隊在未完季已經提早降班德乙。2013年5月4日，球隊在篤定降班之時，作客2:0擊敗史特加，在這場賽事他取得在球會的首個德甲入球。
2013/14球季，阿斯美重返德乙，穿上33號球衣的他卻成為了球隊的主力射手。雖然季初表現沉寂，但下半季他的表現脫胎換骨，自2014年2月22日的第22輪對最終冠軍科隆取得一個入球，助球隊逼和1:1之後，他在球季最後11場竟然攻入13球，當中包括逼和爭升班勁敵柏達邦2:2一戰梅開二度，助球隊從落後兩球下追和。格雷特霍夫一直守在聯賽次席，加上阿斯美在季尾如有神助的出色發揮，球隊在爭亞軍形勢一直佔優。惟在尾三輪對1860慕尼黑的賽事，他們竟然在主場以1:2不敵這支已經無慾無求的球隊，雖然這場阿斯美亦取得一球，但格雷特霍夫在痛失三分後已經大勢已去，被對手柏達邦從後趕上，僅獲得升班附加賽資格。在對漢堡的附加賽中，阿斯美兩場賽事均正選上陣，但未能取得建樹，最終球隊以作客入球不敵對手而無緣升班，阿斯美在全季的努力幾近白費。
更甚的是，他在2014年8月遭遇車禍，雖然沒有生命危險，但他能否延續其正穩步上揚的足球事業已經成為一大疑問。他缺席了整個2014/15球季，失去這位主力射手的格雷特霍夫，成績亦令人驚訝地大倒退，更一度跌至降班區，最終只是令人失望地以37分排在第14位，僅以一分壓過1860慕尼黑以逃過降班厄運。

## 國際賽
阿爾巴尼亞媒體曾報導指阿斯美曾拒絕該國的U21代表隊徵召，他當時希望專心球會賽事，但後來他亦澄清嚮往未來成為阿爾巴尼亞國家隊一員，穿上國家隊的紅黑球衣比賽是他的初衷。2013年1月，阿斯美對阿爾巴尼亞媒體重申期待獲得國家隊領隊拜亞斯的徵召，其積極表現展示了他欲為國效力的決心。2014年1月他再次表明心跡。但之後卻峰迴路轉地選擇代表科索沃並參加他們於2014年3月5日對海地的首場國際賽事。
2014年6月，阿斯美再次表達加入阿爾巴尼亞的渴望，他希望在球隊2016年歐洲國家盃外圍賽對塞爾維亞時披甲上陣，但一切美夢已成虛空，隨著他遭受嚴重車禍，他並沒有復出時間表，意味著他何時能重返綠茵場仍屬未知之數。

## 外部連結
- fussballdaten.de：Ilir Azemi之統計數據 （德文）
- Soccerway資料庫：伊利亞·阿斯美